# Ignacio Varchausky
Ignacio Varchausky (Buenos Aires, Argentina) es contrabajista, productor musical y fundador de la Orquesta El Arranque (1996). Es creador y director artístico del programa educacional de la Orquesta Escuela de Tango Emilio Balcarce.
Es fundador de TangoVia Buenos Aires, una asociación civil sin fines de lucro la cual tiene como objetivos la preservación, la difusión y el desarrollo de la cultura del tango.

## Orquesta El Arranque
Con este conjunto Varchausky ha grabado seis discos y recorrido más de 150 ciudades de EE. UU., Europa,
Japón y China, destacándose las actuaciones en el Lincoln Center de Nueva York junto a
Wynton Marsalis y la Lincoln Center Jazz Orchestra, el Teatro Carré de
Ámsterdam, el Orchard Hall de Tokio, el Grieg Hall de Noruega, el Kennedy
Center de Washington D. C. y en el Hong Kong Arts Festival de 2007.

## Orquesta Escuela de Tango Emilio Balcarce
Ignacio Varchausky protagoniza, junto al Maestro Emilio Balcarce, el documental "Si sos brujo: Una historia de tango" sobre la creación de la Orquesta Escuela.

## Actividad de producción
Como productor, Varchausky ha realizado más de veinte discos junto a artistas como Leopoldo Federico, Gustavo Beytelmann, Julio Pane, Néstor Marconi, Bibi Ferreira, Lidia Borda y Vale Tango.

## Producciones especiales
- Creación y producción artística de la Gran Orquesta TangoVia Buenos Aires, un seleccionado de los músicos de tango más importantes de la nueva generación (2003).
- Ciclo de Conciertos “Tango en Vivo” junto a la radio “2x4” 92.7 FM de Buenos Aires. Se realizaron más de 100 conciertos de tango conjuntamente con la Dirección General de Música, registrándose en multitrack digital cada uno de ellos. Gracias a la radio los conciertos lograron una audiencia semanal de más de 300,000 oyentes. Estos conciertos se publicaron luego en una caja de 5 CD a través de EPSA Music.
- Producción del largometraje documental "Si sos brujo: Una historia de tango" (2005) de Caroline Neal, TangoVia Buenos Aires.
- Semana del Tango, diciembre de 2004, Teatro Coliseo de Buenos Aires. Actuaron Gustavo Beytelmann, Quinteto Ventarrón, Nicolás Ledesma, Orquesta El Arranque con Julio Pane, Mauricio Marcelli, Néstor Marconi y Raúl Garello entre otros.
- Latin Tinge, Orquesta El Arranque + LCJO with Wynton Marsalis, mayo de 2001 (producción local y artística).
- Buenos Aires Tango Festival en París, Teatro Nacional Palais Chaillot, 2001, 2003, 2006, 2008.[9]
- Buenos Aires Tango Festival en Roma, Auditorium Parco della Musica, 2006, 2008.[10]
- Festivales de Tango en Génova y Lille, Capitales Europeas de la Cultura 2004.
- Producción musical del espectáculo "Efecto Tango", Lyon, 2005.
- Madero Tango, dirección artística, 2004-2006.

## Producción de discos
- Cabulero, Orquesta El Arranque, Epsa Music (2001)
- Clásicos, Orquesta El Arranque, Epsa Music (2002)
- En Vivo,[11] Orquesta El Arranque, Epsa Music (2003)
- Maestros, Orquesta El Arranque, Epsa Music (2004)
- Nuevos,[12][13] Orquesta El Arranque, Epsa Music (2008)
- Tal vez será su voz, Lidia Borda, distribuido por Epsa Music (2002)
- De contra punto, Orquesta Escuela de Tango, Epsa Music (2001)
- Bien compadre, Orquesta Escuela de Tango, Epsa Music (2004)
- Gran Orquesta TangoVia Buenos Aires, Gran Orquesta TangoVia Buenos Aires, Epsa Music (2003)
- Tango en Vivo, AA.VV, cofanetto di 5 CD, Epsa Music (2003)
- Sigamos!, Gustavo Beytelmann, Epsa Music (2004)
- Bardi, Vale Tango, Epsa Music (2005)
- Tango, Bibi Ferreira y Miguel Proeça, Biscoito Fino (Brasil, 2006)
- Cada vez que me recuerdes, Sayaca Ohsawa, Epsa Music (Japón, 2007)
- Instantáneas, Julio Pane, Epsa Music, Colección TangoVia Buenos Aires (2007)
- Tiempo esperado, Néstor Marconi, Epsa Music, Colección TangoVia Buenos Aires (2008)
- Mi fueye querido, Leopoldo Federico, Epsa Music, Colección TangoVia Buenos Aires (2008) -- Ganador del Grammy Latino 2009 como Mejor Álbum de Tango
- Tren, Diego Schissi doble cuarteto, Epsa Music (2008)
- Tangos cantados, Tangos instrumentales, Tangos bailables, caja de 3 CD[14] publicados con el semanal italiano L'Espresso, producción y dirección artística (Italia, 2008)
- Debut, Noelia Moncada, Epsa Music (2008)
- Raras Partituras 6 - Leopoldo Federico & El Arranque, Epsa Music (2010)

## Reconocimientos
- Premio Grammy Latino 2009, Mejor Álbum de Tango, Mi Fueye Querido, Leopoldo Federico.[15]
- Diploma al Mérito Konex, 2005, Mejor Conjunto de Tango de los últimos 10 años, Orquesta El Arranque.
- Premio Francisco Canaro otorgado por SADAIC, 2007, grupo revelación de tango de la década, Orquesta El Arranque.
- Premio Gardel al mejor disco de orquesta de tango, 2004, “En Vivo”. Orquesta El Arranque.
- Premio Clarín, Grupo revelación , El Arranque, 1998
- Nominación al Grammy Latino, 2004,[16] "En Vivo", Orquesta El Arranque
- 4 Nominaciones Premios Gardel – Cabulero (2001), Clásicos (2002), Tal vez será su voz (2003), Maestros (2005).
- Reconocimiento de SADAIC por la difusión de la música argentina en el mundo (Gran Orquesta TangoVia, 2003).
- Padrino honorario del sexto Festival de Tango de Buenos Aires.
- Reconocimiento del Jefe de Gobierno de la Ciudad de Buenos Aires, Festival de Tango 2003.
- Jurado Premios Clarín y Premios Gardel desde 2003.
- Invitado al Midwest Arts Conference de 2003 y 2004 como delegado internacional por el Ohio Arts Council.

## Filmografía
- Diario para un cuento (1998) ...contrabajista